# قطعنامه ۶۱۰ شورای امنیت
قطعنامه ۶۱۰ شورای امنیت سازمان ملل متحد که در تاریخ ۱۶ مارس ۱۹۸۸ تصویب شد، سندی بین‌المللی دربارهٔ آفریقای جنوبی است. این قطعنامه طی نشست ۲۷۹۹ام با ۱۵ رای موافق، ۰ مخالف و ۰ ممتنع تصویب شد.